# Héctor Ricardo García
Héctor Ricardo García (Buenos Aires, 18 de noviembre de 1932-ib., 28 de junio de 2019) también conocido como «el Gallego García», fue un periodista y empresario teatral y de medios de comunicación argentino. Creador de algunos de los medios más populares de Argentina, entre ellos el diario Crónica, y la televisión Crónica TV y CM, el canal de la música.

## Biografía
En 1950 inició su aventura en los medios de comunicación lanzando la revista Sucedió, de muy corta duración. En 1954 editó Así es Boca, su primer acierto. De ahí en más su carrera empresarial no declinó.
En 1955 creó la revista Así, que llegó a tener tres ediciones semanales. En abril de 1963 fue el turno del diario Crónica, que ha llegado a ser el segundo de mayor tirada en Argentina, y el único con hasta tres ediciones diarias, una matutina y dos vespertinas. Luego en 1965 fundó la Editorial Sarmiento S.A., responsable de los periódicos antedichos y más tarde también de los semanarios Ahora y Flash y el diario Democracia.
Una característica inconfundible de García fue su estilo periodístico de tono popular y sensacionalista, que ha dejado su marca en la historia de la prensa argentina, y que extendió asimismo a su producción artística.
En 1965 adquirió Radio Colonia, ubicada en la ciudad homónima de Uruguay pero con importante llegada a la Argentina, y en 1970 hizo lo mismo con Teleonce, al que logró llevar al primer puesto de audiencia; de esta manera se convirtió en el dueño del mayor multimedios del país en su momento.
En 1973 las televisoras privadas fueron intervenidas por el Estado Nacional, lo que fue ratificado al año siguiente por decreto del Gobierno de María Estela Martínez de Perón, con lo cual García perdió el mando de Teleonce, aunque continuó manejando sus otros medios, a los que sumó en 1979 el diario El Atlántico de Mar del Plata.
Como empresario teatral, en 1972 adquirió el Cine Astor sobre la avenida Corrientes en Buenos Aires, transformándolo en el Teatro Astros; en 1975 creó el Complejo Estrellas, y más tarde se hizo cargo del Teatro Tronador de Mar del Plata.
Durante su carrera, García ha sufrido repetidas veces actos de censura. Crónica fue varias veces clausurado por violar prohibiciones de los Gobiernos de turno: en 1970 durante el de Juan Carlos Onganía por publicar información sobre el Cordobazo; en 1974 por orden de José López Rega y durante un año, por invocar una «campaña a favor de las Islas Malvinas»; ya con Jorge Videla en el poder, en 1976 por publicar la noticia de la muerte de Mario Santucho, líder del Ejército Revolucionario del Pueblo (ERP), y luego en 1978 por anunciar una supuesta apertura política del gobierno. A esto se suman atentados, como el de fines de 1975 contra su complejo teatral para impedir el estreno de una obra de Nacha Guevara.
En 1983 intentó recuperar el Canal 11 participando en su licitación, la que ganó mediante un amparo judicial ya que la Ley de Radiodifusión impuesta por el Gobierno militar de entonces no permitía a los dueños de medios gráficos obtener licencias de radio o televisión. No obstante, al asumir Raúl Alfonsín la presidencia de Argentina, dicha licitación fue anulada.
Más tarde a fines de 1987, García acordó con los propietarios de Canal 2 de La Plata para hacerse cargo de su programación. En la temporada siguiente, convertido en Teledos —pronunciado teledós— logró altos niveles de audiencia, con una estética similar a la de Teleonce en su momento. Sin embargo, la relación entre García y sus socios acabó de malos modos, con un pleito judicial que motivó su retiro de la emisora a fines de 1988.
En enero de 1994 inauguró Crónica TV, primer canal de noticias que transmite las 24 horas en vivo, merecedor de tres Premios Martín Fierro en forma consecutiva y que ha logrado posicionarse entre las señales más vistas de la televisión paga, llegando a ocupar el segundo lugar en el índice de audiencia según IBOPE.
El 1 de abril de 1996, García fundó CM, el canal de la música (Crónica Musical), el segundo de canal de música después de Crónica Televisión.
En 1997, tras una larga y fructífera trayectoria, recibió una Mención Especial por parte de la Fundación Konex por su aporte a la comunicación y el periodismo en la Argentina.
Con el paso del tiempo, García fue forzado a desprenderse de sus empresas. En 2005 el Grupo Olmos, estrechamente vinculado con la Unión Obrera Metalúrgica (UOM) compró el diario Crónica y la Editorial Sarmiento, Héctor García contó en una entrevista que conoció a los hermanos Olmos por medio de su gerente cuando salió de prisión y prácticamente “les regaló” el diario. En 2011 el Grupo Olmos compró el 51% de Crónica TV, aunque García permaneció como encargado de su programación hasta diciembre de 2016 cuando los hermanos Raúl y Alejandro Olmos adquirieron completamente la señal.
En 2002 el gobierno denunció a Héctor Ricardo García por presunta evasión fiscal a través de la AFIP que fue querellante en la causa donde se lo acusaba de evadir más de 17 millones de pesos desde 1998. El 27 de agosto del 2004 el juez Jorge Brugo ordenó la captura de García, sin embargo el periodista se encontraba en el exterior y se presentó ante el juez voluntariamente el 1 de septiembre, día en que quedó detenido tras dar su testimonio. Estuvo siete meses bajo arresto domiciliario, hasta que fue excarcelado a comienzos de abril de 2005.
En febrero de 2012, la AFIP había pedido seis años de prisión efectiva, mientras el fiscal Marcelo Agüero Vera pidió cinco años y ocho meses de prisión para García, pero finalmente fue hallado inocente y absuelto en marzo de 2012.
En abril de 2012 publicó su autobiografía, titulada La culpa la tuve yo (Editorial Planeta).
Estuvo casado con la actriz y vedette Ethel Rojo, de quien se divorció luego de pocos años de matrimonio. Falleció el 28 de junio de 2019, vivía en pareja con la periodista y locutora Anabela Ascar. 

## Medios

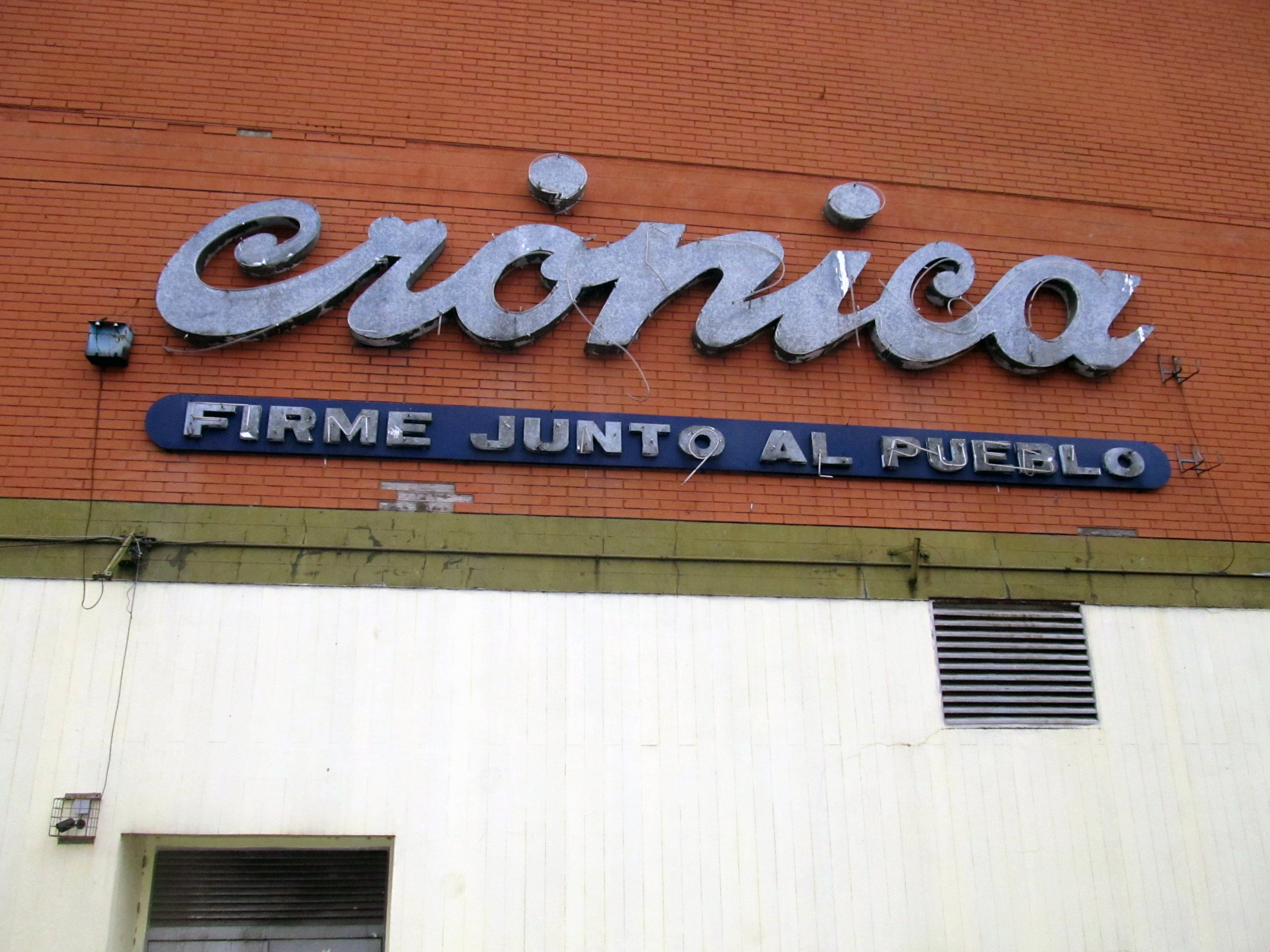
Diario Crónica
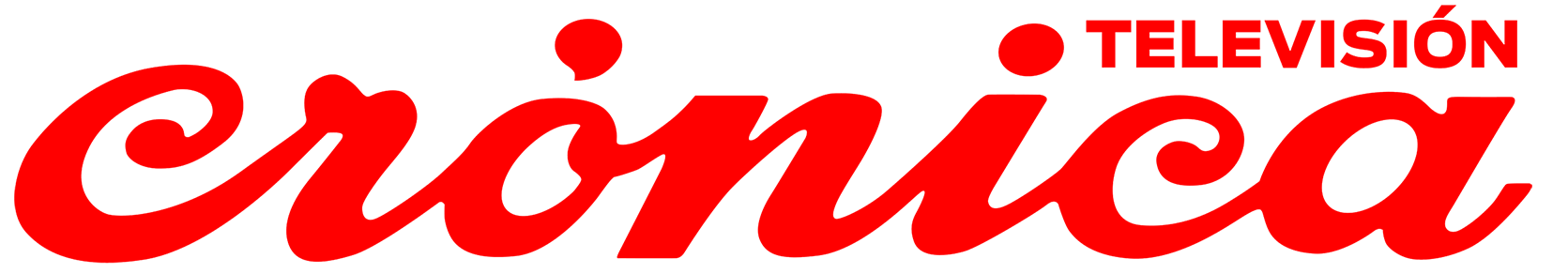
Crónica Televisión
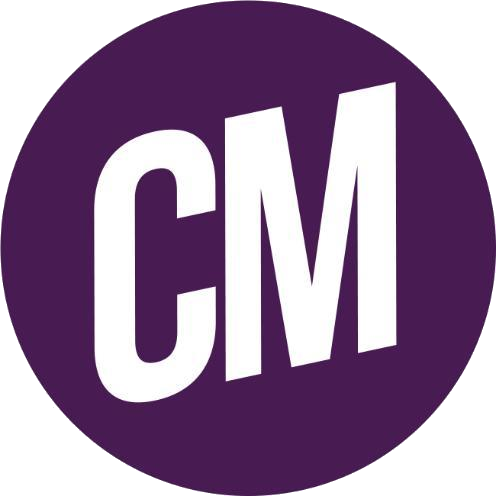
CM, el canal de la música

## Trayectoria
Además de su trayectoria como empresario, Héctor Ricardo García es conocido como protagonista de varios hechos notables:
- A fines de septiembre de 1966 participó del llamado Operativo Cóndor, cuyo objetivo era reclamar la soberanía argentina sobre las Malvinas, aunque había viajado en carácter de periodista, sin saber de qué se trataba; no obstante, acabó detenido junto con los organizadores del operativo y luego liberado en Tierra del Fuego.
- El 8 de marzo de 1973 fue secuestrado por la guerrilla ERP-22 de Agosto, una fracción del ERP, bajo la dirección de Víctor Fernández Palmeiro quien lo liberó luego de que García accediera a publicar un comunicado de la organización en su diario Crónica.
- En julio de 1976, cuando lo de Santucho motivó el allanamiento de la redacción del diario, permaneció prófugo durante 20 días para evitar ser detenido, aunque sus colaboradores Américo Barrios —director del matutino— y Ricardo Gangeme —del vespertino— lo estuvieron por poco tiempo.